# Wilfried Bohlsen
Wilfried Bohlsen (* 23. November 1934 in Wilhelmshaven; † 15. Juni 2016 in Wiesmoor) war ein deutscher Politiker (CDU).
Bohlsen besuchte die Mittelschule und wurde danach Einzelhandelskaufmann. Anschließend arbeitete er von 1956 bis 1963 als Kaufmännischer Angestellter im Torfkraftwerk Wiesmoor als Bürokaufmann in einem Kraftwerk. Im Jahr 1963 wurde er Geschäftsführer des Verkehrs- und Heimatvereins e. V. Wiesmoor. Ab 1970 war er Einsatzleiter für Personal und Geräte in einem Unternehmen für Tiefbau und Rohrleitungen. Später war er Aufsichtsratsvorsitzender der Kreisbahn Aurich GmbH und Mitglied im Verwaltungsrat der Kreissparkasse Aurich. Bohlsen war, noch bevor er 1971 der CDU beitrat, ab 1968 im Rat der Gemeinde Wiesmoor und ab 1972 Mitglied des Kreistages Aurich. Ab 1980 übernahm er den Vorsitz des CDU-Bezirksverbandes Ostfriesland.
Bohlsen zog bei der Bundestagswahl 1983 über die Landesliste von Niedersachsen in den Deutschen Bundestag ein. Von 1983 bis 1990 war er ordentliches Mitglied im Ausschuss für Verkehr, dem er anschließend bis 1994 noch als stellvertretendes Mitglied angehörte. Von Mai 1989 bis 1994 war er Mitglied im Haushaltsausschuss und von November 1991 bis 1994 Mitglied im Ausschuss für Fremdenverkehr. Von 1990 bis 1994 war er außerdem im Rechnungsprüfungsausschuss. Für die Bundestagswahl 1994 hat er nicht wieder kandidiert.